# Волковка
Во́лковка (каз. Волков) — село у складі Федоровського району Костанайської області Казахстану. Входить до складу Костряковського сільського округу.
Населення — 172 особи (2021; 187 у 2009, 254 у 1999, 309 у 1989).